# شعيب المفتول
شعيب المفتول هو لاعب كرة قدم مغربي من مواليد 10 نوفمبر 1994، يشغل مركز لاعب وسط بنادي الدفاع الحسني الجديدي.

## مسيرته
شارك مع المنتخب المغربي الأولمبي في أولى مباريات المجموعة الأولى ضمن منافسة كرة القدم في ألعاب التضامن الإسلامي 2017 ضد المنتخب السعودي، التي أقيمت في أذربيجان من 11 إلى 22 ماي 2017، وكان قد سجّل هدف الفوز للمنتخب المغربي في الدقيقة ال 75.

## روابط خارجية
- Fiche de Chouaib El Maftoul sur footballdatabase.eu